# والری ملادزه
والِری شوتاس دْزه مِلادزه(به گرجی:  ვალერი შოთას ძე მელაძე)، والِری شوتایِویچ مِلادزه (به روسی: Валерий Шотаевич Меладзе) (زاده ۲۳ ژوئن ۱۹۵۶ در باتومی یک خواننده گرجی‌تبار اهل روسیه است. برادر وی کنستانتین ملادزه یک آهنگساز و تهیه‌کننده موسیقی است که برای او ترانه‌نویسی می‌کند.